# Treffpunkt Bibliothek
Die Kampagne Treffpunkt Bibliothek war eine bundesweite jährliche Aktionswoche von Bibliotheken in Deutschland, in deren Rahmen sie sich als Partner für Informations- und Medienkompetenz sowie Bildung und Weiterbildung präsentierten.

## Geschichte
| Name                                                   | Jahr |
| ------------------------------------------------------ | ---- |
| Deutschland liest. Treffpunkt Bibliothek               | 2008 |
| Deutschland liest. Treffpunkt Bibliothek               | 2009 |
| Treffpunkt Bibliothek. Information hat viele Gesichter | 2010 |
| Treffpunkt Bibliothek. Schätze                         | 2011 |
| Treffpunkt Bibliothek. Horizonte                       | 2012 |

Die ekz.bibliotheksservice GmbH und die Fachkonferenz der Bibliotheksfachstellen äußerten im November 2006 den Wunsch, in Deutschland, nach den Modellen anderer Länder, eine bundesweite Kampagne für Bibliotheken durchzuführen. Das war der Anfang für die erste Kampagne in Deutschland im Jahre 2008 mit dem Titel „Deutschland liest. Treffpunkt Bibliothek“, die vom Deutschen Bibliotheksverband e. V. und dem Dachverband Bibliothek & Information Deutschland (BID) initiiert wurde. 2009 wurde der Name in „Treffpunkt Bibliothek“ verkürzt und die Kampagne in den folgenden Jahren immer unter ein neues Motto gestellt.
Die bundesweite Aktionswoche fand zwischen 2008 und 2013 jährlich statt. Die Kampagne hatte ihren festen Start am 24. Oktober, dem Tag der Bibliotheken und endete am 31. Oktober. Dabei wurden Präsentationen, Ausstellungen, Vorlesestunden, Bibliotheksnächte, Aktionen und Service angeboten.
Gefördert wurde die Kampagne vom Bundesministerium für Bildung und Forschung. Sponsoren waren der Borromäusverein, borro medien gmbh, ekz.bibliotheksservice GmbH, Evangelisches Literaturportal, Fachbuchjournal und der Sankt Michaelsbund.
Gemäß den Empfehlungen der Enquete-Kommission „Kultur in Deutschland“ des Deutschen Bundestags, dass Bibliotheken auch unverzichtbare Bildungseinrichtungen sind und stärker als bisher in die Bildungskonzepte zu integrieren sind, entstand die Kampagne. Ziel war es dabei, die Empfehlung der Kommission auf eine verbindliche politische Basis zu stellen und überregionale Bibliotheksentwicklungspläne und Bildungskonzepte der Länder und Kommunen zu verschränken und durch ein Bibliotheksgesetz den Bildungsauftrag verbindlich zu sanktionieren.
2014 wurde die Kampagne durch neue Konzepte rund um den Tag der Bibliotheken ersetzt.